# 俄罗斯边防军
俄罗斯联邦边防军（Пограничные войска Росси́йской Федера́ции，缩写为）是俄罗斯联邦负责保卫国家边界的部队。它目前由俄罗斯联邦安全局边防警卫处 
（缩写为）管理。
俄罗斯边防军目前有18万人，其中军人16.7万，文职人员1.3万。

## 历史

### 俄罗斯帝国时代
早在16世纪，莫斯科公国的米哈伊尔·伊万诺维奇·沃罗腾斯基亲王（Михаил Иванович Воротынский）为抵御鞑靼人的入侵修建了彼得罗扎沃茨克防线（Засечная черта）并组建了边防军。1782年叶卡捷琳娜二世组建了俄罗斯帝国的边防军，该边防军由哥萨克和低军衔的骑兵部队组成。1810年米哈伊尔·博格达诺维奇·巴克莱·德托利亲王组建由11个团组成的边防军，该边防军由Бугское哥萨克和頓河哥薩克人组成，他们负责守卫俄罗斯帝国所有的西部边界。2年之后这支部队参与了抵御拿破仑入侵俄罗斯的战争。1832年时，哥萨克和骑兵被
由财政部指挥的武装部队取代（在战争时期边防军被划入军队指挥）。在同一年，俄罗斯帝国的海岸警卫队也被组建了起来，俄罗斯帝国的海岸警卫队最开始是警卫黑海和亚速海沿岸。1893年俄罗斯帝国财政大臣谢尔盖·维特将俄罗斯帝国的边防军从一个由正规军将领指挥的民兵组织改组成一支由独立边防部队局指挥的正规的准军事组织。1906年时有4万名官兵在独立边防部队局服役。

### 苏俄与苏联时代

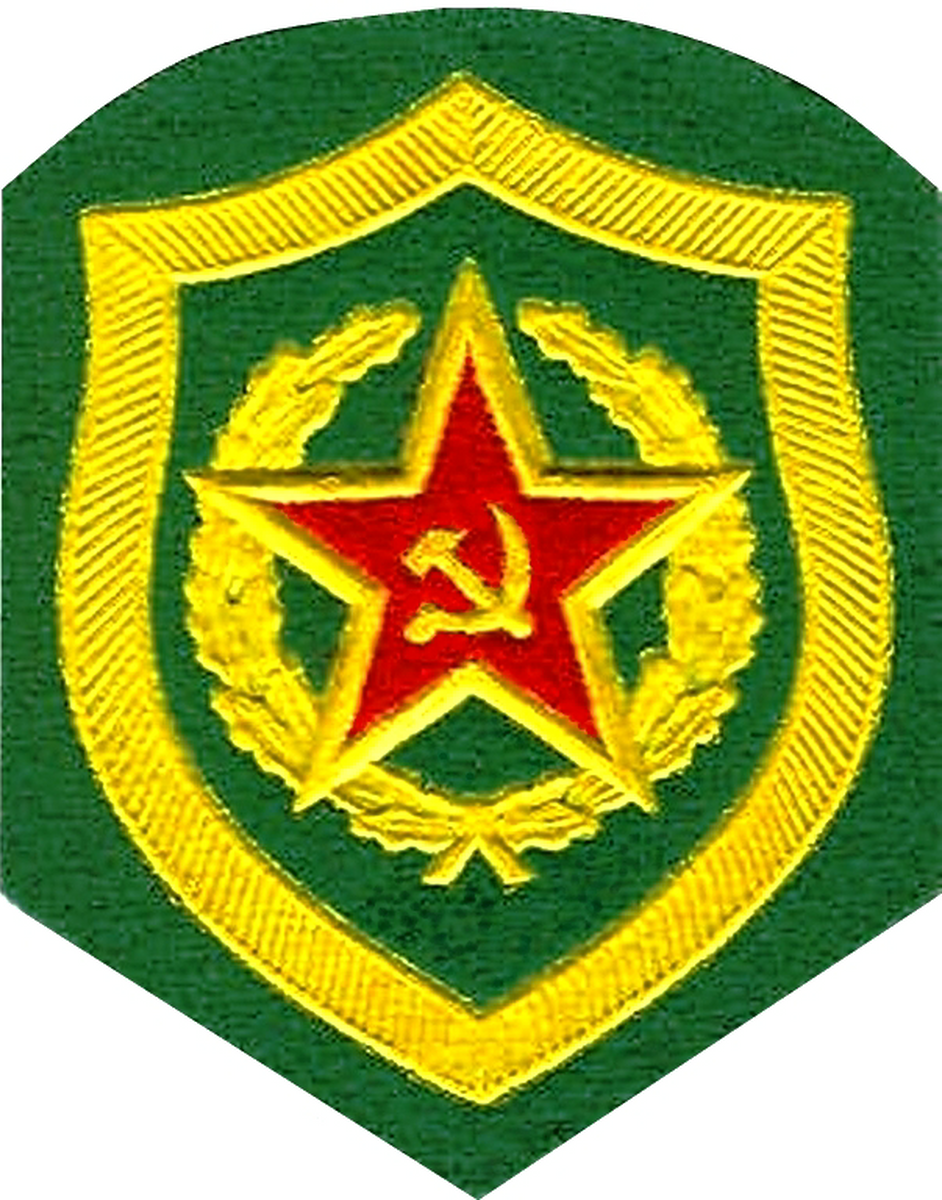
苏联边防军军徽

1918年5月28日，苏维埃俄国财政人民委员部组建了边防总局，苏维埃俄国的边防军正式成立。此后5月28日被定为俄罗斯的“边防军日”。1919年，苏维埃俄国的边防军被移交给工商业人民委员部指挥，1920年11月24日，苏维埃俄国的边防军被移交给契卡指挥，1922年2月6日，契卡被改组为内务人民委员部国家政治保卫局，边防军由国家政治保卫局指挥，此后苏联的边防军先后由国家政治保卫总局、内务人民委员部、国家安全部、内务部指挥，1957年时，边防军交由克格勃边防军总局指挥，1991年12月时，苏联的边防军由苏联保卫边界委员会（俄语：Комитет по охране государственной границы СССР）指挥。苏联解体后，该委员会仍然存在一小段时间，在过渡时期内统一指挥独联体国家的边防部队。

### 俄罗斯联邦时代
1992年6月12日，叶利钦总统批准在俄罗斯联邦安全部体系内组建俄罗斯边防军。1992年10月28日，苏联国家边界保卫委员会完成使命，正式解散，原苏联边防军由各加盟共和国自行分割继承。1993年12月30日，俄罗斯组建了联邦边防局—俄罗斯联邦边防军总司令部（Федеральная пограничная служба - Главное командование Пограничных войск Российской Федерации）来管理边防军，1994年，该局更名为俄罗斯联邦边防局（Федеральную пограничную службу России），2003年3月11日，俄罗斯边防管理局被并入联邦安全局，成为联邦安全局边防警卫处，擁有專職的23550型破冰巡邏艦用於北極巡防。

## 边防军特征

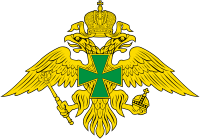
俄罗斯联邦边防军军徽

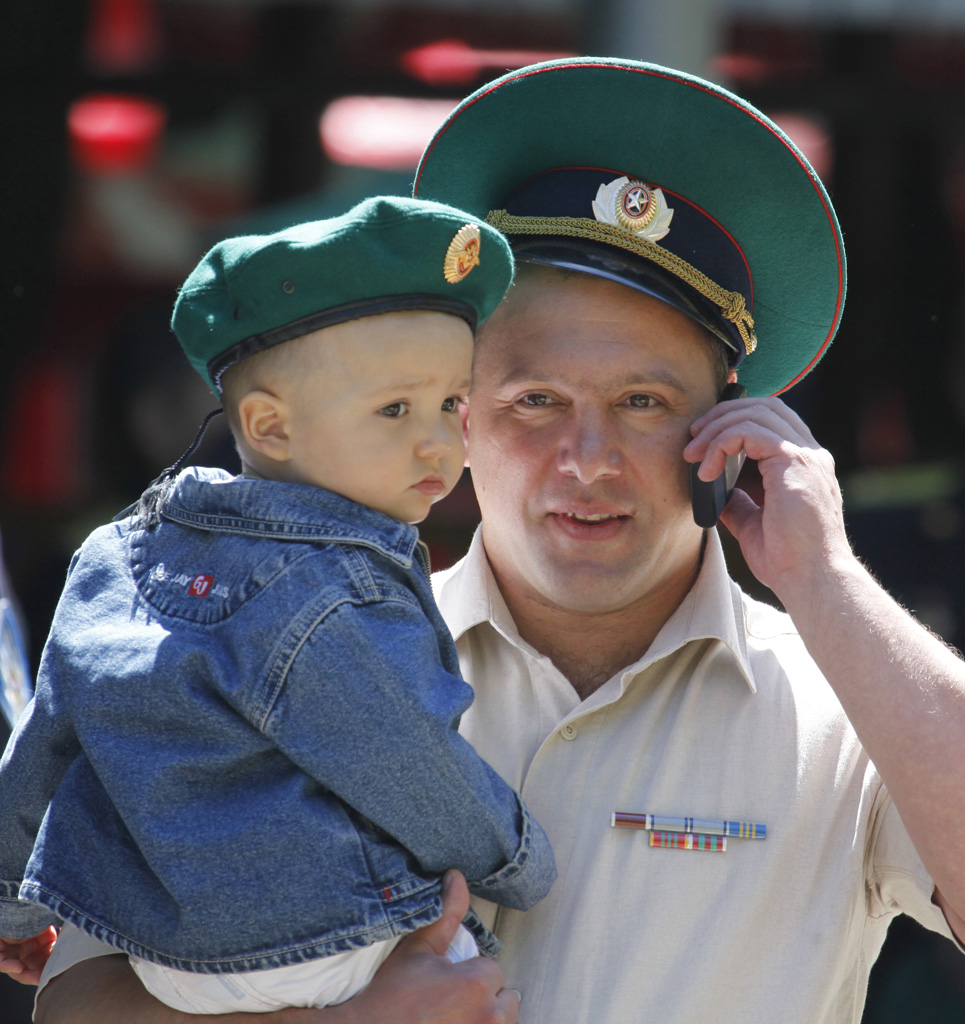
俄罗斯边防军节上的一名边防军士兵

与俄罗斯空降军的特征——蓝色贝雷帽相类似的是，俄罗斯边防军官兵其军衣与军帽均为绿色，在边防军节上，俄罗斯边防军的退役官兵会穿上绿色的军衣，这象征着边防军军人之间的兄弟情谊。
1993年5月21日，叶利钦总统签署第720号联邦总统令“俄罗斯联邦边防军舰艇的旗帜、船身标志”（Об утверждении описания и рисунков флагов, вымпелов и бортового отличительного знака кораблей, катеров и судов Пограничных войск Российской Федерации）。俄罗斯开始与其他国家的海岸警卫队一样，在边防巡逻舰侧绘制倾斜70度角的白蓝红三色识别条纹，代表俄罗斯联邦，但舰体颜色保持了苏联时代的灰色。
2006年—2010年，俄罗斯的边防巡逻舰采用了全新涂装，船体采用深蓝色+白蓝红三色识别条纹，侧面写有俄语“Береговая охрана”（海岸警卫队），舰体建筑采用白色涂装

## 指挥机构
- 联邦安全局边防警卫处
  - 中央联邦管区地区边防局[2]
  - 南部联邦管区地区边防局
  - 西北部联邦管区地区边防局
  - 远东联邦管区地区边防局
  - 西伯利亚联邦管区地区边防局
  - 乌拉尔联邦管区地区边防局
  - 伏尔加联邦管区地区边防局

## 边防军历任指挥官
1. 安德鲁·伊万诺维奇·尼古拉，1993年12月30日－1997年12月19日
2. 亚历山大·伊万诺维奇·Тымко，1997年12月19日－1998年1月26日
3. 尼古拉斯·尼科莱耶维奇·博尔久扎，1998年1月26日－1998年9月14日
4. 康斯坦丁·瓦西里耶维奇·托茨基，1998年9月16日－2003年3月11日
5. 弗拉基米尔·叶戈诺维奇·普罗尼切夫，2003年3月11日至今